# جاك كولمان (لاعب كرة قدم)
جاك كولمان (بالإنجليزية: Jack Coleman)‏ (14 أبريل 1993 في الولايات المتحدة - ) هو لاعب كرة قدم أمريكي في مركز الدفاع. شارك مع منتخب الولايات المتحدة تحت 18 سنة لكرة القدم. أما مع النوادي، فقد لعب مع نادي شمال كارولاينا.

## وصلات خارجية
- جاك كولمان على موقع قاعدة بيانات كرة القدم.إي يو (الإنجليزية)